# Planay (Côte-d'Or)
Pour les articles homonymes, voir Planay.
Planay est une commune française située dans le département de la Côte-d'Or, en région Bourgogne-Franche-Comté.

## Géographie
- 1Carte dynamique
- 2Carte OpenStreetMap
- 3Carte topographique
- 4Carte avec les communes environnantes

Sur le plateau du Duesmois, dans sa partie en rive gauche de la haute vallée de la Seine, Planay est une commune de 8,7 km2 située à l'ouest de la Côte-d'Or, à proximité du département de l'Yonne, à une quinzaine de kilomètres au nord de Montbard. Allongé nord-sud, le territoire se destine au nord dans sa partie la plus large à l'agriculture, gardant quelques petits bois, et dans sa partie sud à la sylviculture.
Le village est central à la partie nord, au milieu des champs, sauf le bois du Larris au nord qui est le prolongement sud de la forêt domaniale du Quartier qui s'étend jusqu'à Laignes sur une douzaine de kilomètres. Les bois méridionaux sont riverains de la vaste forêt domaniale du Grand Jailly qui couvre plusieurs communes du plateau jusqu'à Montbard, en rive droite de la Brenne. Le territoire est doucement incliné vers le nord, creusé par la come (combe) Calain dans laquelle se trouve en limite de commune le point bas à 272 m, le point haut est à l'opposé au sud-est à 336 m, en limite de commune aussi, près de la prise d'eau.

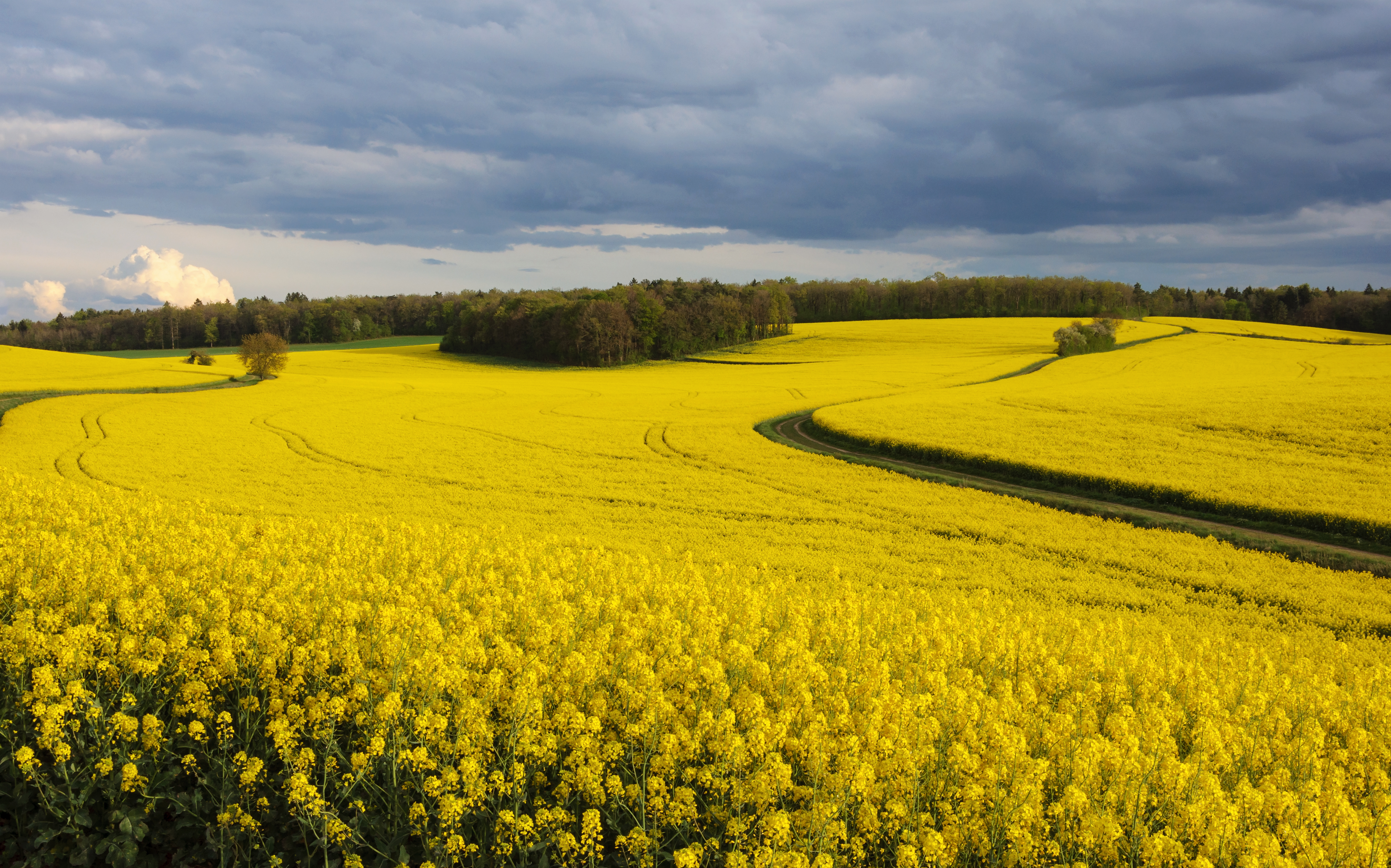
Champ de colza vers la Grande-Come.

### Accès
Planay est installé à la croisée des routes départementales D 101 (qui joint la vallée de l'Ignon près d'Is-sur-Tille à l'ouest du département en direction d'Ancy-le-Franc dans l'Yonne) et D 29 (de la limite est du département avec la Haute-Marne vers Recey-sur-Ource à la limite ouest avec l'Yonne vers Nuits-sur-Armançon). Une route de 2 km relie en outre le village à Cestre, sur la commune voisine de Verdonnet, hameau sur la D 5, voie secondaire importante entre Laignes et Montbard.

### Hameaux, écarts, lieux-dits
La population est regroupée dans le village, la commune n'a pas de hameaux rattachés ni d'habitations isolées.
- Lieux-dits d'intérêt local : Calais (ferme en ruines), les Bruyères, chemin des Grandes-Raies, come Calain, la Grande-Come, combe Beurnot ; bois : le Quartier, le Larris.

### Hydrographie
Comme la plupart des communes sur le plateau du Duesmois, la commune de Planay n'a pas de cours d'eau. Des réseaux souterrains se sont creusés dans les calcaires du Jurassique, comme la rivière Laigne qui se perd dans la commune voisine de Puits pour réapparaître à Laignes vingt kilomètres plus au nord. L'inclinaison du plateau vers cette résurgence et l'orientation des combes donnent à penser que les eaux de pluie qui disparaissent autour de Planay alimentent aussi la Laigne, directement ou par les ruisseaux confluents voisins.

### Climat
Pour des articles plus généraux, voir Climat de la Bourgogne-Franche-Comté et Climat de la Côte-d'Or.
En 2010, le climat de la commune est de type climat des marges montargnardes, selon une étude du Centre national de la recherche scientifique s'appuyant sur une série de données couvrant la période 1971-2000. En 2020, Météo-France publie une typologie des climats de la France métropolitaine dans laquelle la commune est exposée à un climat océanique altéré et est dans la région climatique  Lorraine, plateau de Langres, Morvan, caractérisée par un hiver rude (1,5 °C), des vents modérés et des brouillards fréquents en automne et hiver. 
Pour la période 1971-2000, la température annuelle moyenne est de 10,1 °C, avec une amplitude thermique annuelle de 16 °C. Le cumul annuel moyen de précipitations est de 861 mm, avec 12,1 jours de précipitations en janvier et 8,4 jours en juillet. Pour la période 1991-2020, la température moyenne annuelle observée sur la station météorologique de Météo-France la plus proche, « Montbard_sapc », sur la commune de Montbard à 14 km à vol d'oiseau, est de 11,4 °C et le cumul annuel moyen de précipitations est de 853,5 mm,. Pour l'avenir, les paramètres climatiques de la commune estimés pour 2050 selon différents scénarios d'émission de gaz à effet de serre sont consultables sur un site dédié publié par Météo-France en novembre 2022.

## Urbanisme

### Typologie
Au 1er janvier 2024, Planay est catégorisée commune rurale à habitat dispersé, selon la nouvelle grille communale de densité à 7 niveaux définie par l'Insee en 2022.
Elle est située hors unité urbaine. Par ailleurs la commune fait partie de l'aire d'attraction de Montbard, dont elle est une commune de la couronne,. Cette aire, qui regroupe 34 communes, est catégorisée dans les aires de moins de 50 000 habitants,.

### Occupation des sols
L'occupation des sols de la commune, telle qu'elle ressort de la base de données européenne d’occupation biophysique des sols Corine Land Cover (CLC), est marquée par l'importance des territoires agricoles (65,2 % en 2018), une proportion identique à celle de 1990 (65,2 %). La répartition détaillée en 2018 est la suivante : terres arables (57,6 %), forêts (31,9 %), prairies (4,4 %), zones agricoles hétérogènes (3,3 %), milieux à végétation arbustive et/ou herbacée (2,9 %). L'évolution de l’occupation des sols de la commune et de ses infrastructures peut être observée sur les différentes représentations cartographiques du territoire : la carte de Cassini (XVIIIe siècle), la carte d'état-major (1820-1866) et les cartes ou photos aériennes de l'IGN pour la période actuelle (1950 à aujourd'hui).

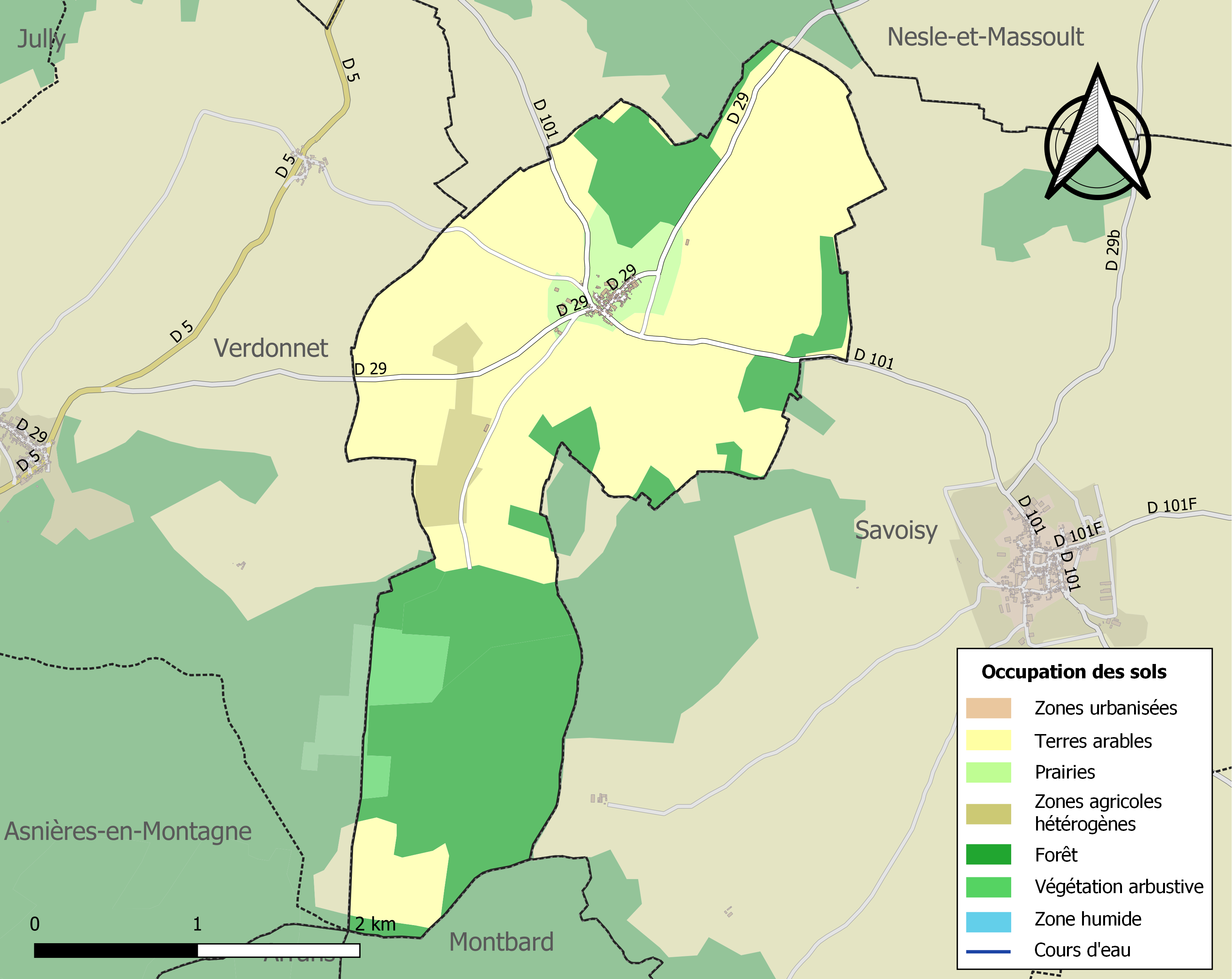
Carte des infrastructures et de l'occupation des sols de la commune en 2018 (CLC).

## Histoire

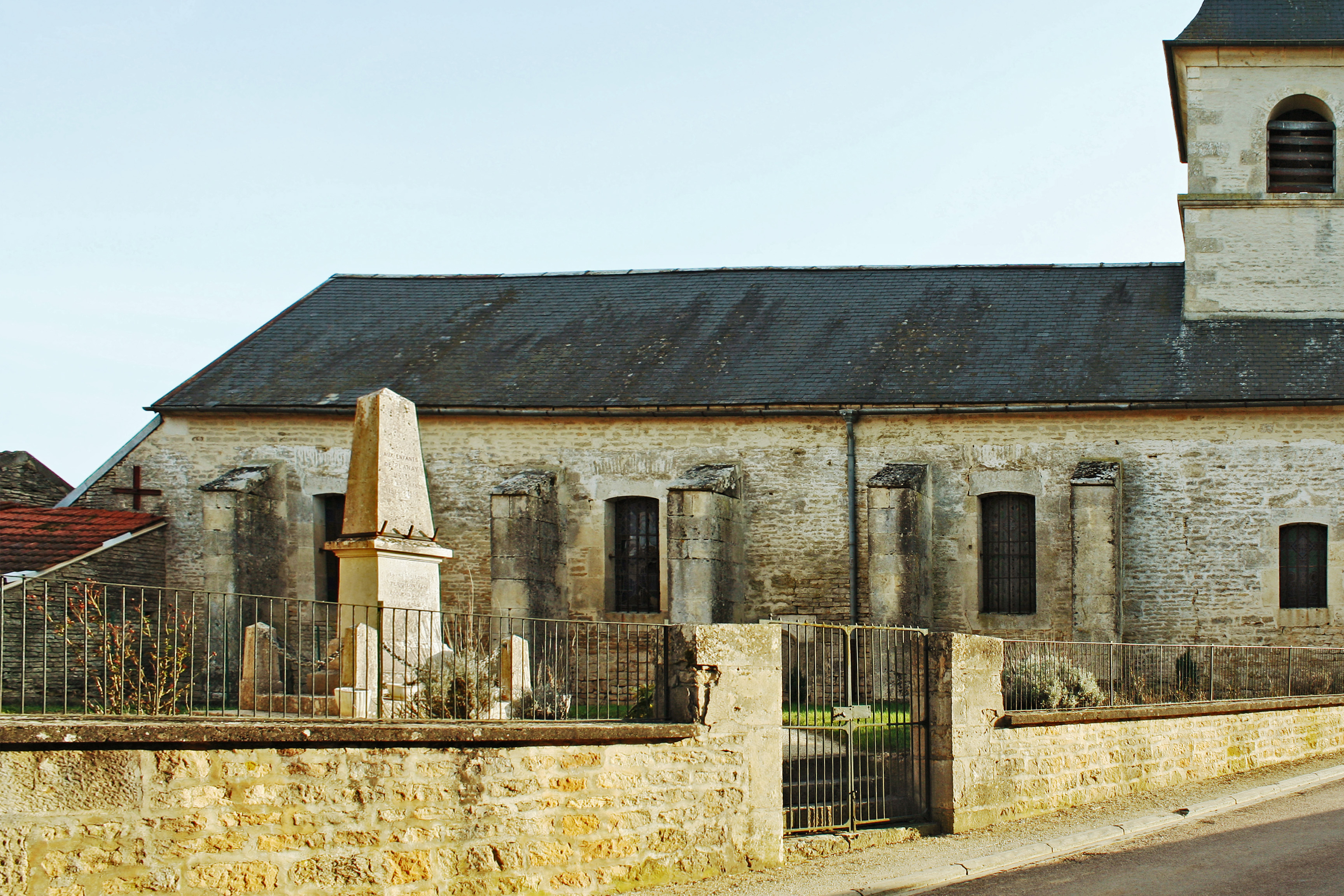
Monument aux morts dans l'enclos de Planay.

### Moyen Âge
À l'origine, le village était une grange de l'abbaye de Fontenay.

### Époque moderne
Les habitants sont affranchis en 1527.

### Époque contemporaine
En 1838, l'élevage du ver à soie devient une particularité de Planay. 20 000 muriers sont plantés sur 4 hectares. Ce sont les dames qui couvaient les œufs de bombix en les plaçant sous leurs aisselles ou dans leur sillon mammaire. L'expérience est abandonnée au bout de 10 ans.

## Politique et administration
Planay appartient :
- à l'arrondissement de Montbard,
- au canton de montbard
- à la communauté de communesdu montbardois

| Période                                  | Période  | Identité           | Étiquette | Qualité   |
| ---------------------------------------- | -------- | ------------------ | --------- | --------- |
| mars 2001                                | En cours | Dominique Bouisson | PRG       | retraitée |
| Les données manquantes sont à compléter. |          |                    |           |           |

## Démographie
L'évolution du nombre d'habitants est connue à travers les recensements de la population effectués dans la commune depuis 1793. Pour les communes de moins de 10 000 habitants, une enquête de recensement portant sur toute la population est réalisée tous les cinq ans, les populations de référence des années intermédiaires étant quant à elles estimées par interpolation ou extrapolation. Pour la commune, le premier recensement exhaustif entrant dans le cadre du nouveau dispositif a été réalisé en 2007.

En 2022, la commune comptait 62 habitants, en évolution de −13,89 % par rapport à 2016 (Côte-d'Or : +0,82 %, France hors Mayotte : +2,11 %).
| 1793 | 1800 | 1806 | 1821 | 1831 | 1836 | 1841 | 1846 | 1851 |
| ---- | ---- | ---- | ---- | ---- | ---- | ---- | ---- | ---- |
| 144  | 199  | 154  | 193  | 212  | 221  | 222  | 232  | 212  |

| 1856 | 1861 | 1866 | 1872 | 1876 | 1881 | 1886 | 1891 | 1896 |
| ---- | ---- | ---- | ---- | ---- | ---- | ---- | ---- | ---- |
| 219  | 219  | 213  | 210  | 186  | 170  | 165  | 167  | 140  |

| 1901 | 1906 | 1911 | 1921 | 1926 | 1931 | 1936 | 1946 | 1954 |
| ---- | ---- | ---- | ---- | ---- | ---- | ---- | ---- | ---- |
| 146  | 143  | 141  | 122  | 111  | 101  | 88   | 108  | 98   |

| 1962 | 1968 | 1975 | 1982 | 1990 | 1999 | 2006 | 2007 | 2012 |
| ---- | ---- | ---- | ---- | ---- | ---- | ---- | ---- | ---- |
| 124  | 99   | 88   | 81   | 63   | 77   | 81   | 81   | 81   |

| 2017 | 2022 | - | - | - | - | - | - | - |
| ---- | ---- | - | - | - | - | - | - | - |
| 67   | 62   | - | - | - | - | - | - | - |

## Culture locale et patrimoine

### Lieux, monuments et pôles d'intérêt
En 2016, la commune n'a pas de monument classé à l'inventaire des monuments historiques, elle compte 12 monuments ou édifices et 11 objets répertoriés à l'IGPC (inventaire général du patrimoine culturel).

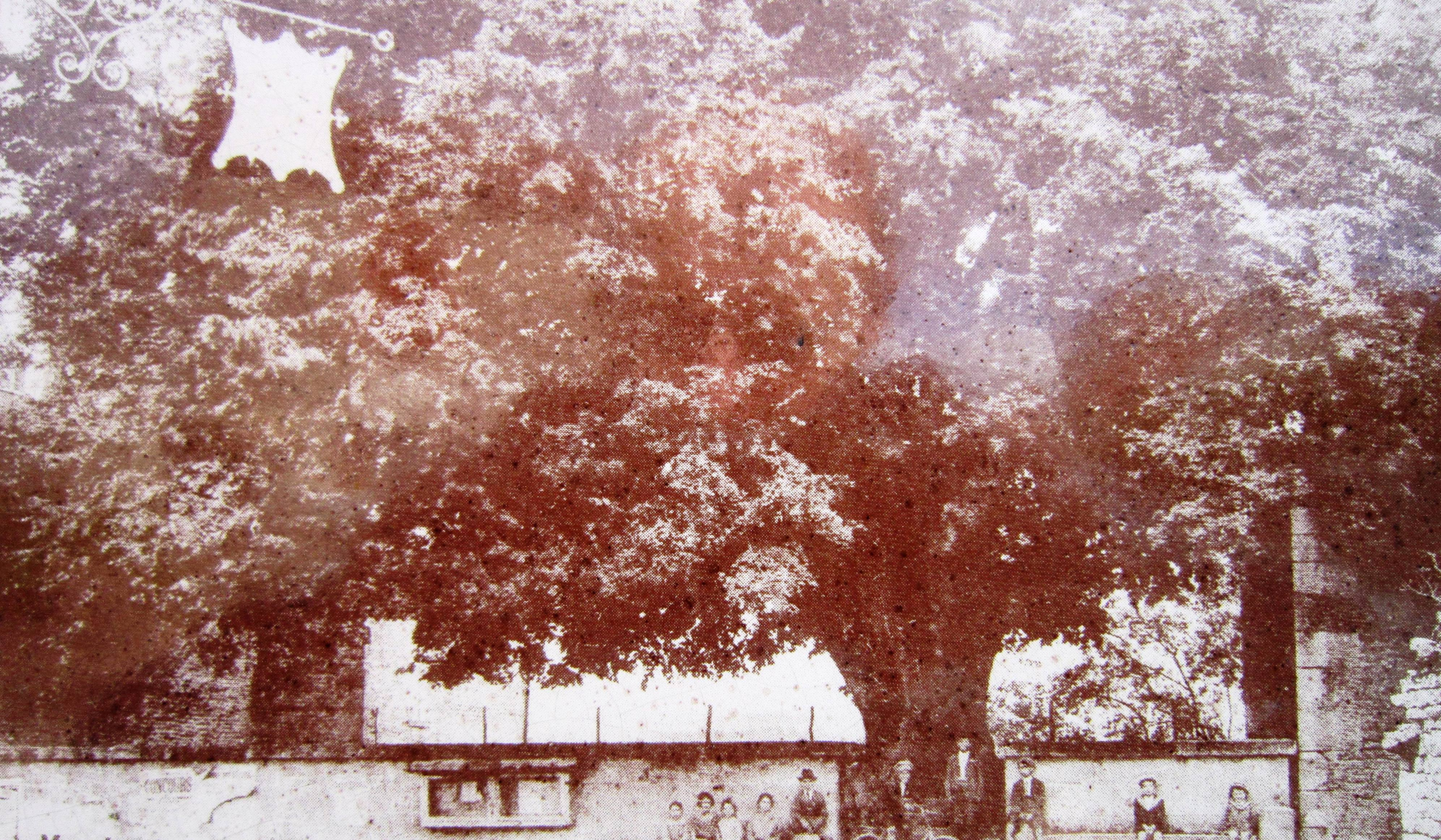
Le Sully …
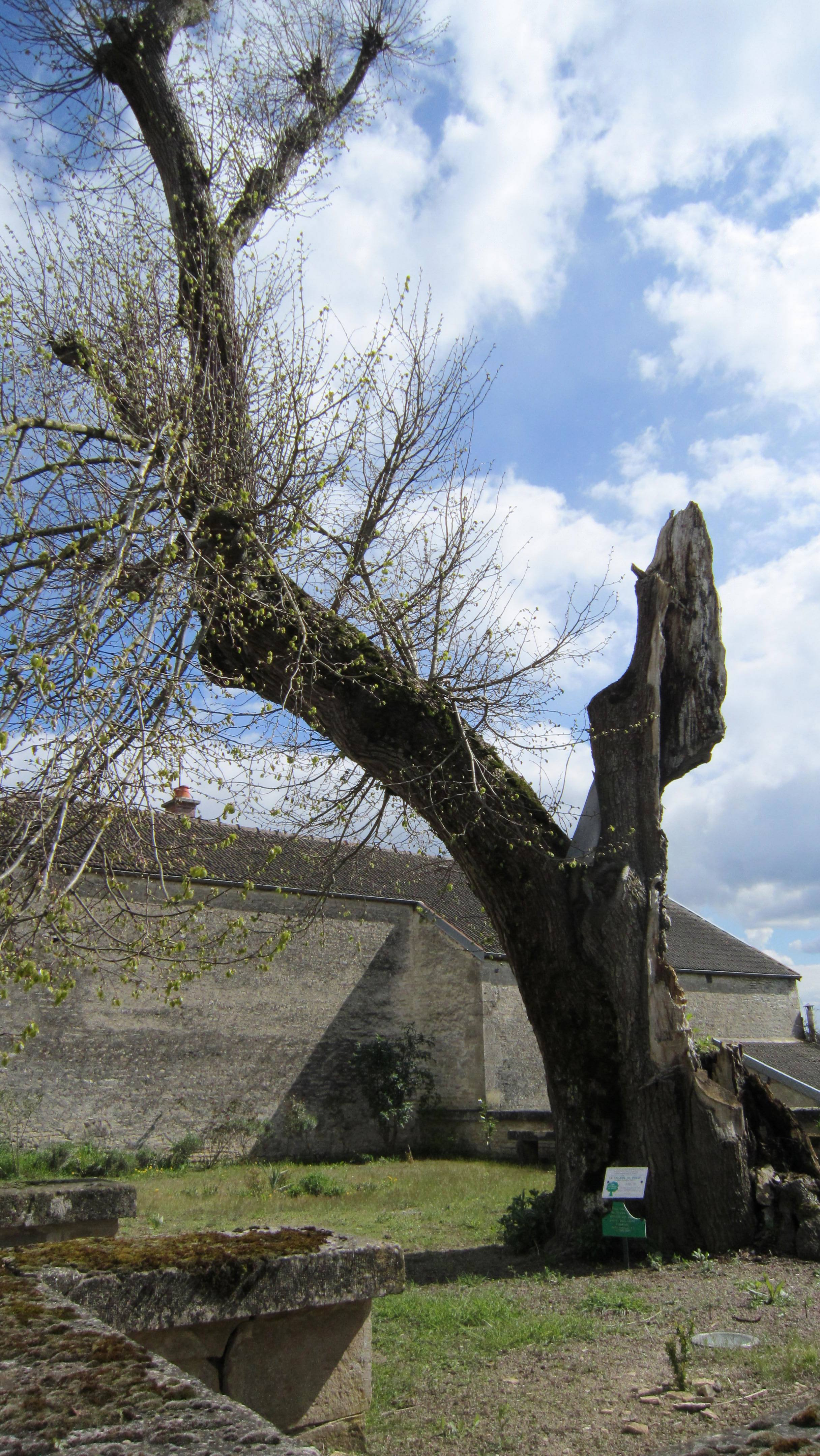
… après 2013.

- Plusieurs maisons et fermes sont répertoriés IGPC.
- Mairie-école en moellons enjolivée de pierres de taille (IGPC 1990)[20].
- Plusieurs croix monumentales dont celle du cimetière.
- L'église Saint Laurent a une nef romane, un chœur du XVIe siècle et un clocher-porche (répertorié IGPC 1990)[21].

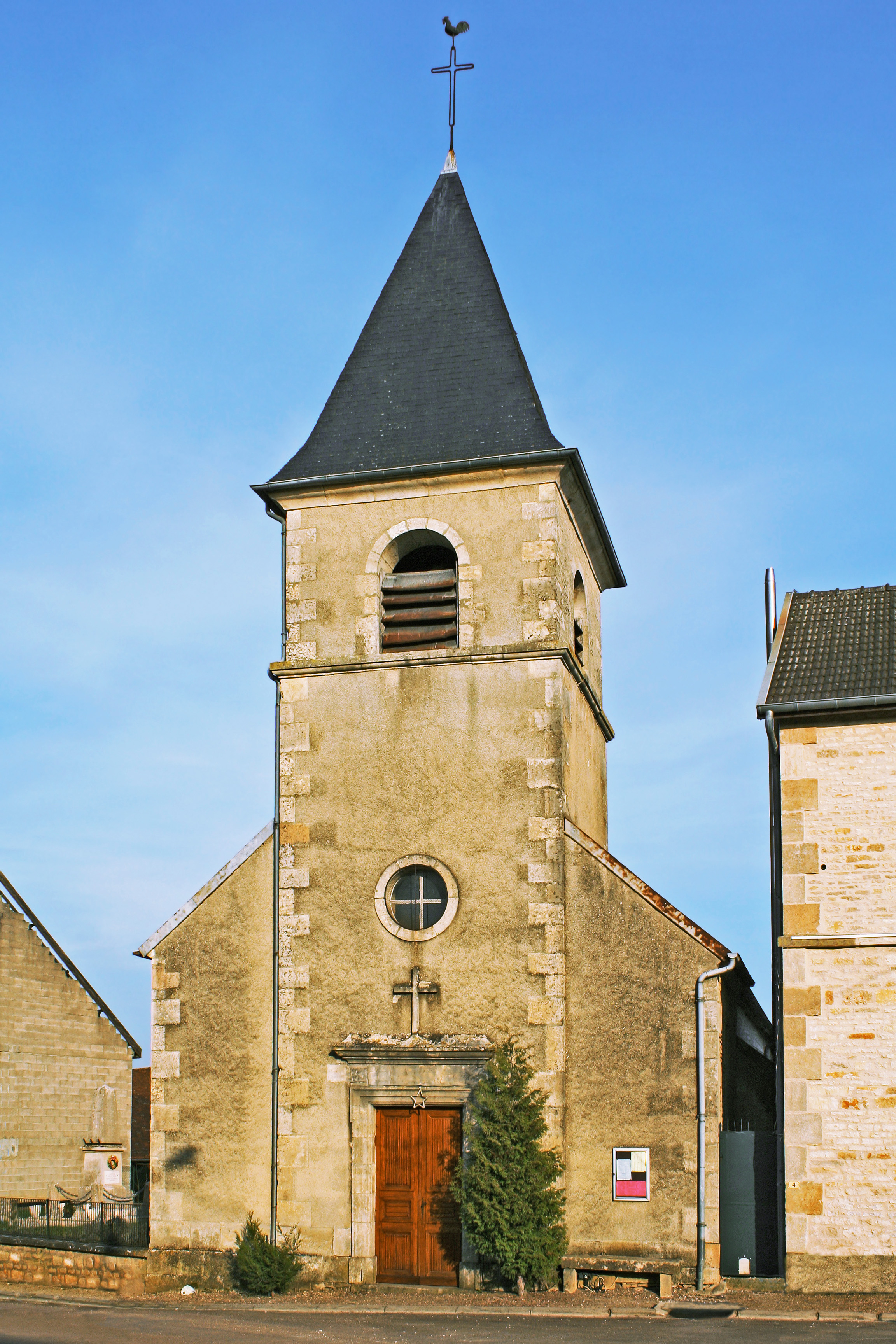
Église Saint-Laurent.
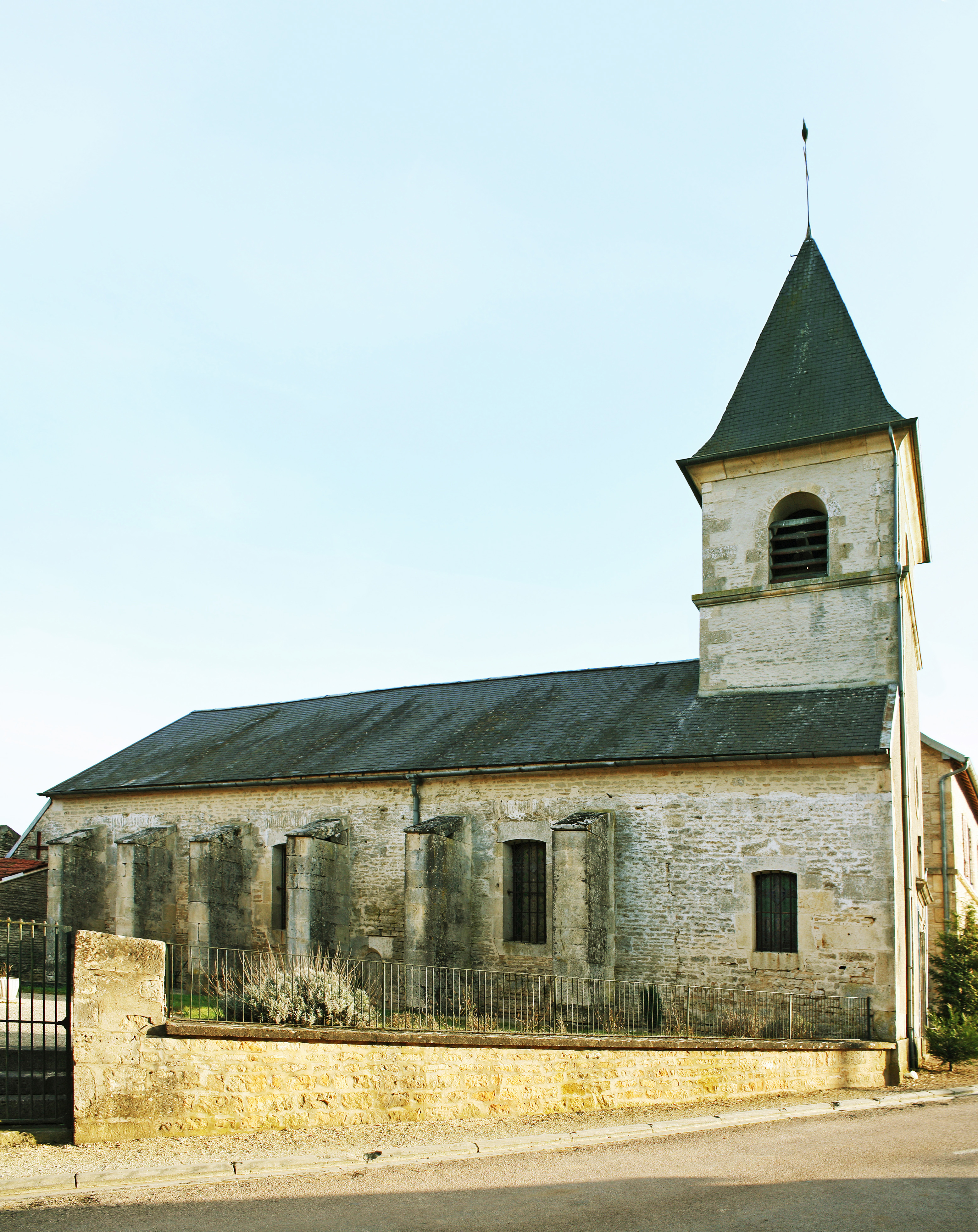
Enclos côté nord.
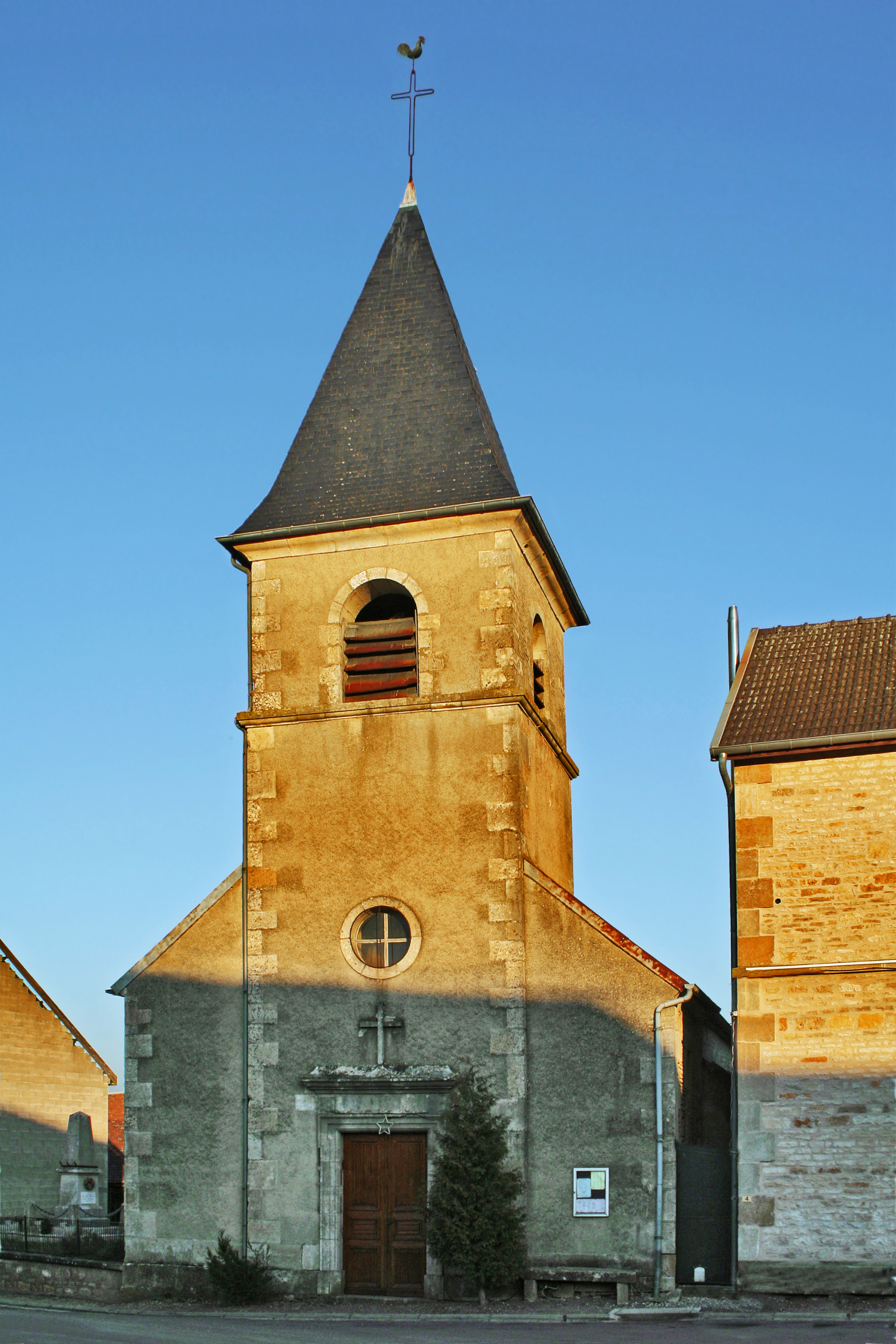
Façade ouest en soirée.

- L’énorme tilleul dit le Sully qui ombrage la place aurait été planté il y a environ 450 ans. Sa circonférence est de 7,50 m. Cet arbre a reçu le label Arbre remarquable de France en 2000. Il a été très sévèrement endommagé lors d'un violent orage le 27 juillet 2013, plus d'une moitié de l'arbre étant arrachée[22]. Inscrit à l'inventaire des monuments historiques.

- Le Sully …
- … après 2013.